# Taxillus kaempferi
Taxillus kaempferi (Chino: 小叶钝果寄生 xiao ye dun guo ji sheng) es una especie de planta parásita perteneciente a la familia Loranthaceae que se encuentra en China (Anhui, Fujian, Hubei, Jiangxi, Sichuan, Zhejiang), Bután y Japón. Su planta anfitrión es Pinus thunbergii.

## Descripción
Son arbustos que alcanzan un tamaño de 0,5-1 m de altura, con ramitas teretes, con densos pelos estrellados ferruginosos, convirtiéndose en glabras. Ramas de color marrón grisáceo, verrugoso, con dispersas lenticelas. Las hojas alternas o 2-4-fasciculados en brotes cortos; pecíolo corto; Limbo lineal o subspatulado, de 1.5-3 × 0,3 a 0,7 cm, coriáceas, ambas superficies rápidamente glabrescentes. Umbelas solitarias o 2 o 3 juntos, con 2- o 3 flores; pedúnculo de 1-3 mm. Corola de color rojo, ligeramente curvada, glabra, lóbulos lanceolados, de 5 mm, reflexo. El fruto es una drupa de color marrón rojizo, ovoide, de 4-5 mm de diámetro., Granulosa. Fl. julio-agosto. Las plantas son parásitos de especies de Pinaceae.

## Distribución y hábitat
Se encuentra en los bosques, las laderas de las montañas; a una altitud de 900-2800 metros en Anhui, Fujian, Hubei, Jiangxi, Sichuan, Zhejiang, Bhután y Japón.

## Propiedades
El flavonol avicularin puede aislarse de T. kaempferi. Otros flavonoides constituyentes de la planta son hiperina, quercitrina y taxillusin.

## Taxonomía
Taxillus kaempferi fue descrita por (DC.) Danser y publicado en Verhandelingen der Koninklijke Nederlandsche Akademie van Wetenschappen. Afdeeling Natuurkunde 29(6): 124. 1933.
Sinonimia
- Loranthus kaempferi (DC.) Maxim.
- Phyllodesmis kaempferi (DC.) Tiegh.
- Taxillus kaempferi var. kaempferi
- Viscum kaempferi DC. basónimo[6]